# Estarband
Estarband (persiska: استربند, اِستَربَد) är en ort i Iran.   Den ligger i provinsen Semnan, i den nordöstra delen av landet, 500 km öster om huvudstaden Teheran. Estarband ligger 997 meter över havet och antalet invånare är 334.
Terrängen runt Estarband är platt åt nordväst, men åt sydost är den kuperad. Runt Estarband är det ganska glesbefolkat, med 24 invånare per kvadratkilometer. Närmaste större samhälle är Nahāldān, 17,2 km öster om Estarband. Trakten runt Estarband är ofruktbar med lite eller ingen växtlighet.